# Col·legi Ignasi Iglesias
El Col·legi Ignasi Iglesias és una obra de Girona inclosa a l'Inventari del Patrimoni Arquitectònic de Catalunya.

## Descripció
El Grup escolar Ignasi Iglésies s'adhereix als postulats del GATCPAC en la seva concepció racionalista global i en el disseny dels elements concrets (finestres de guillotina, mobiliari...). L'edifici està situat a la falda de la muntanya de Muntjuïc i salva el desnivell de terreny amb una planta baixa porxada sobre la qual s'alcen dos pisos.

## Història
L'any 1930 L'ajuntament de Girona adquirí uns terrenys a la muntanya de Montjuïc del mateix any de la Comissió permanent de l'Ajuntament encarrega a l'arquitecte Ricard Giralt i Casadesús el projecte d'un parc-bosc que organitzà el sector sud de les muntanya. Dins d'aquest projecte es construí l'escola amb un pressupost de 193.030pts, més 12.000 destinades al mobiliari dissenyat expressament per l'escola. L'ampliació duta a terme el ha desfigurat parcialment el projecte inicial.